# Бишопс-Айленд (Клэр)
Бишопс-Айленд (англ. Bishop's Island, ирл. Oileán an Easpaig Ghortaigh) — небольшой необитаемый скалистый остров высотой 65 метров, находящийся примерно в двух километрах к юго-западу от Килки (графство Клэр) на западном побережье Ирландии.

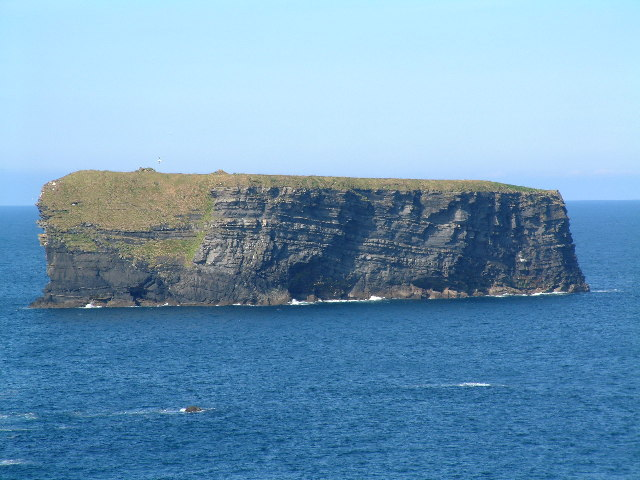
Вид на остров с юга

С геологической точки зрения остров представляет собой морской столбчатый утёс — часть побережья, в ходе естественных абразивных геоморфологических процессов отделённая от суши. Бишопс-Айленд лежит в 80–100 метрах от клифов, напротив поселения Фухах (англ. Foohagh, ирл. Fhuathach) и достижим только морским путём.
На острове сохранились остатки часовни (оратории) и клохана (ирл. clochán) — каменного скита в форме пчелиного улья, создание которых приписывается Святому Сенану.